# Ouvrage de Rohrbach
Pour les articles homonymes, voir Casso et Rohrbach.
L'ouvrage de Rohrbach, appelé aussi fort Casso en hommage au général Casso (1912-2002), est un ouvrage fortifié de la ligne Maginot, situé sur la limite entre les communes de Bettviller et de Rohrbach-lès-Bitche, dans le département de la Moselle.
C'est un petit ouvrage d'infanterie, comptant trois blocs. Construit à partir de 1934, il a été épargné par les combats de juin 1940, puis saboté en 1944, avant d'être réparé au début de la guerre froide. Il est désormais confié à une association qui se charge des visites touristiques.

## Position sur la ligne
Faisant partie du sous-secteur de Bining, dans le secteur fortifié de Rohrbach, l'ouvrage de Rohrbach, portant l'indicatif O 250, est intégré à la « ligne principale de résistance » entre les casemates CORF d'intervalle de Bining à l'ouest et de la Station-de-Rohbach à l'est, à portée de tir des canons du gros ouvrage du Simserhof (O 300) plus à l'est.
Le bourg de Rohrbach-lès-Bitche se trouve entre le massif des Vosges du Nord et la vaste trouée de la Sarre. Le site géographique est particulier : le bourg se trouve au pied d'une forte côte qui borde le plateau sur lequel sont construits la gare ainsi qu'une exploitation minière de plâtre, qui étend ses galeries profondément sous terre. La frontière franco-allemande se trouve à 8 kilomètres au nord, la vallée que borde la côte de Rohrbach-lès-Bitche mène tout droit à la ville allemande de Zweibrücken (Deux-Ponts en français) et constitue donc un axe d'attaque parfait.

## Description
L'ouvrage est composé en surface de trois blocs de combat, dont l'un fait office de bloc d'entrée, avec en souterrain des magasins à munitions, une usine électrique et une caserne, le tout relié par une galerie profondément enterrée. L'énergie est fournie par deux groupes électrogènes, composés chacun d'un moteur Diesel SMIM 4 SR 19 (quatre cylindres, fournissant une puissance de 100 ch à 600 tr/min) couplé à un alternateur, complétés par un petit groupe auxiliaire (un moteur CLM 1 PJ 65, de 8 ch à 1 000 tr/min) servant à l'éclairage d'urgence de l'usine et au démarrage pneumatique des gros moteurs. Le refroidissement des moteurs se fait par circulation d'eau.
L'ouvrage devait devenir en 2e cycle un gros ouvrage d'artillerie avec sept blocs de plus : deux entrées, deux tourelles de 75 mm, une tourelle de 135 mm, une casemate pour trois canons de 75 mm et une tourelle de 145 mm.
Le bloc 1 est une casemate d'infanterie flanquant vers l'ouest, avec un créneau mixte pour JM/AC 47 (jumelage de mitrailleuses et canon anti-char de 47 mm), un autre créneau pour JM, une caponnière battant l'intervalle vers le bloc 3 avec une arme mixte (remplacée par un JM), une tourelle pour deux armes mixtes et deux cloches GFM (guetteur fusil-mitrailleur, dont l'une sert d'observatoire avec un périscope, indicatif O 26).
Le bloc 2 sert d'entrée, armé avec une cloche d'arme mixte et une cloche GFM.
Le bloc 3 est une casemate d'infanterie double flanquant vers l'ouest comme vers l'est, avec un créneau mixte pour JM/AC 47, un autre créneau pour JM, une caponnière battant l'intervalle vers le bloc 1 avec une arme mixte (remplacée par un JM), une tourelle de mitrailleuses et deux cloches GFM (dont une sert d'observatoire avec périscope, indicatif O 24).

## Histoire

### Projets
À la fin des années 1920, le plan général de la ligne Maginot mûrit dans l'esprit des militaires : une zone d'inondation défensive couvrira la trouée de la Sarre et la région fortifiée de la Lauter et, avec le puissant ouvrage d'artillerie du Simserhof, interdira le massif boisé entre Bitche et Wissembourg. 
Dès février 1928, la Commission d'organisation des régions fortifiées (CORF) imagine un puissant ouvrage de treize blocs à Rohrbach-lès-Bitche. Mais en 1933, à la fin des travaux des anciens fronts, le secteur fortifié de Rohrbach compte deux gros ouvrages, un petit ouvrage, 15 casemates et 8 abris entre le camp militaire de Bitche et le village de Petit-Réderching : rien n'est construit à Rohrbach même. C'est le résultat de la décision du maréchal Pétain qui accorde, en janvier 1929, la priorité à la position des Vosges et à la défense de la plaine d'Alsace.
La CORF a conscience du point faible créé par ces 20 kilomètres entre Sarre et Lauter. C'est ainsi que cette zone fera l'objet d'études réalisées dans le cadre du programme des nouveaux fronts, destinés à compléter le dispositif construit entre 1929 et 1933.
Le projet est grandiose : trois gros ouvrages sont prévus. Outre un ouvrage de dix blocs à Rohrbach-lès-Bitche, la CORF dessine en 1934 les plans de l'ouvrage du Welschhof avec cinq blocs et du Haut-Poirier avec neuf blocs. 
Une équipe de la CORF se rend sur place le 22 mars 1934 pour effectuer une reconnaissance qui aboutira à la modification du plan. Les trois blocs d'infanterie de l'avant de l'ouvrage sont déplacés et modifiés afin de recevoir de nouveaux armements à l'étude depuis peu. De plus, le vent des restrictions budgétaires souffle de plus en plus fort sur les nouveaux projets. Les trois blocs d'infanterie seront construits en urgence pour assurer un barrage minimum alors que les blocs d'artillerie sont rejetés en second cycle et seront construits lorsque les crédits le permettront.
Le vote de la loi sur le budget du 6 juillet 1934 confirmera les pressentiments des ingénieurs : les crédits accordés suffiront à peine à la mise en œuvre du premier cycle. Comparée aux 93 millions de francs pour l'ensemble des dix blocs, l'économie est importante : le premier cycle ne coûtera que 10 millions de francs.
Ce passage de dix à trois blocs nécessite un remaniement complet des blocs et des équipements souterrains.

### Seconde Guerre mondiale

#### Lien entre l'ouvrage de Rohrbach et le général Casso
À l'issue de son service militaire le jeune lieutenant Abdon Robert Casso (1912-2002) commence sa carrière militaire dans le génie en septembre 1935 en participant à la conception et à la construction d'ouvrages de la ligne Maginot dont l'ouvrage de Rohrbach-lès-Bitche. Les années 1935 à 1938 permettent au lieutenant Casso d’assurer la direction complète de travaux de construction pour 86 ouvrages de fortification. Nommé chef de chantier à la tranche Wittring-Rohrbach et assisté de deux polytechniciens, il dirige la construction du fort de Rohrbach-lès-Bitche mais également la construction de plusieurs ouvrages défensifs militaires.
L'ouvrage inauguré en 1938 mène le combat pendant le mois de juin 1940, couvrant le repli des troupes françaises sur la zone, et rend finalement les armes le 22 juin 1940. L'armistice impose de remettre l'ouvrage à la Wehrmacht. Abdon Robert Casso est fait prisonnier par les troupes allemandes le 2 juillet 1940, et doit participer à la relève des mines. Il est ensuite transféré à la prison de Sarreguemines, puis à Sarrebruck, et finalement Ludwigsbourg. Il réussit à s'évader en septembre 1940, et rejoint sa terre natale dans les Pyrénées-Orientales à Valmanya pour y fonder avec son père et l'instituteur du village René Horte le réseau Sainte-Jeanne, en ayant simultanément contracté un engagement aux FFI avec son épouse Jeanne née Hessemann, native de Rohrbach-lès-Bitche. Abdon Robert Casso mena la lutte au sein de la Résistance jusqu'en 1945 puis poursuivra une carrière d'officier qui le verra commander le génie en Indochine, en Algérie, puis être le premier général de la brigade de sapeurs-pompiers de Paris, puis maire du 17e arrondissement de Paris de 1970 à 1976.

#### État-major de l'ouvrage en 1940[7]
- commandant de l'ouvrage : capitaine comte de Saint-Ferjeux ;
- commandant en second : lieutenant Jacquot ;
- commandant du génie : lieutenant Casso ;
- deux officiers observateurs d'artillerie : lieutenant Hacquard au bloc 3 et lieutenant Damour au bloc 1 ;
- médecin : lieutenant Blanc.

Deux officiers ont déchiré le fanion du fort avant d'être fait prisonniers par les Allemands à la fin de la bataille de France (accord entre les États français et allemand). Ils restèrent prisonniers cinq ans en Allemagne jusqu'à la fin de la guerre.

### L'association
Le petit ouvrage de Rohrbach est entretenu par l'association Fort Casso, qui est composée d'une vingtaine de membres qui assurent la rénovation et l'entretien de l'ouvrage ainsi que les visites. Un des buts de cette association est de rénover l'ouvrage pour lui rendre son aspect de 1940. Entre les tourelles en état de fonctionnement, les chambrées totalement équipées et le système de surpression fonctionnant, l'association ne recule devant aucun chantier pour faire revenir les visiteurs 70 ans en arrière pendant la durée de la visite. Les visites qui durent entre deux et trois heures permettent aux visiteurs de découvrir la quasi-totalité de l'ouvrage. Il a attiré 4 884 visiteurs en 2013 et 5 315 en 2012. 
Depuis 2009, l'association Fort Casso organise avec l'aide de plusieurs autres associations une reconstitution au mois d'août : durant celle-ci les reconstituants constituent un équipage d'ouvrage assurant toutes les tâches nécessaires au bon fonctionnement d'un ouvrage de la ligne Maginot. L'association Fort Casso entretien de bonnes relations avec diverses associations de sauvegarde de fortification de par l'Europe (Allemagne, République tchèque, Belgique, Suisse, Ardennes, Lorraine...). Ceci a pour effet de renforcer l'entraide entre ces associations.